# شهسره
شَهسَره (به فارسی تاجیکی: Шахсара) یک آبادی در تاجیکستان است که در ولایت سغد واقع شده‌است.
این ابادی جمعیتی ندارد.